# Simeliria apicalis
Simeliria apicalis är en insektsart som beskrevs av Schmidt 1909. Simeliria apicalis ingår i släktet Simeliria och familjen spottstritar. Inga underarter finns listade i Catalogue of Life.